# Pralja
Pralja (cyr. Праља) – wieś w Serbii, w okręgu zlatiborskim, w gminie Sjenica. W 2011 roku liczyła 16 mieszkańców.